# Coreorgonal bicornis
Espèce
Synonymes
- Delorrhipis bicornis Emerton, 1923

Coreorgonal bicornis est une espèce d'araignées aranéomorphes de la famille des Linyphiidae.

## Distribution
Cette espèce est endémique de Colombie-Britannique au Canada. Elle se rencontre à Terrace vers 1 400 m d'altitude.

## Description
Le mâle décrit par Millidge en 1981 mesure 2,8 mm et les femelles de 2,7 à 3,0 mm.

## Publication originale
- Emerton, 1923 : New spiders from canada and the adjoining states, No. 3. The Canadian Entomologist, vol. 55, p. 238-243 (texte intégral).